# Fernández (Uruguai)
Fernández és una entitat de població de l'Uruguai, ubicada al nord-est del departament de Salto. Forma part del municipi de Mataojo. Té una població aproximada de 305 habitants, segons les dades del cens del 2011.
Es troba a 185 km de la ciutat de Salto, la capital del departament.